# Haleakalā

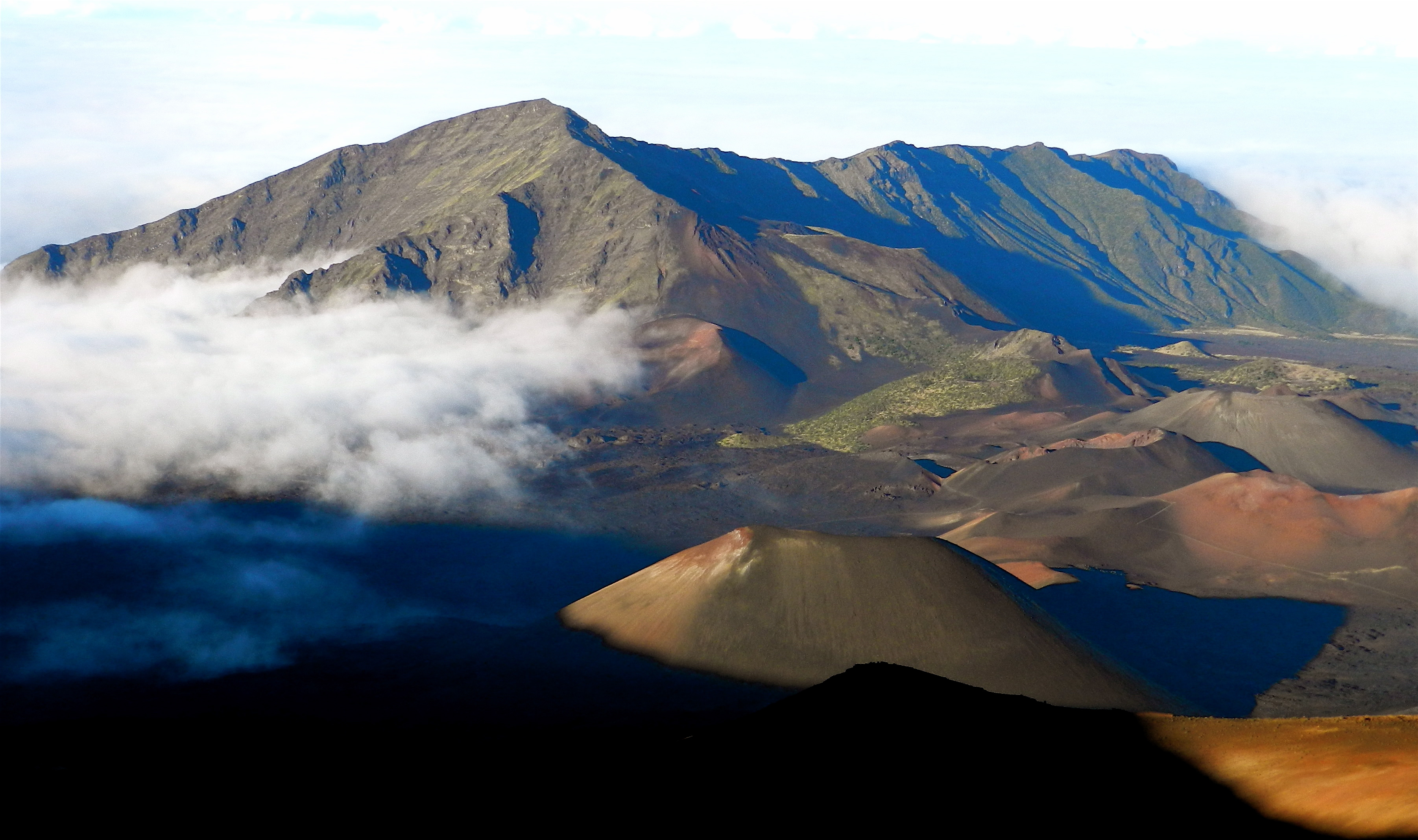
Vulcanul Haleakalā

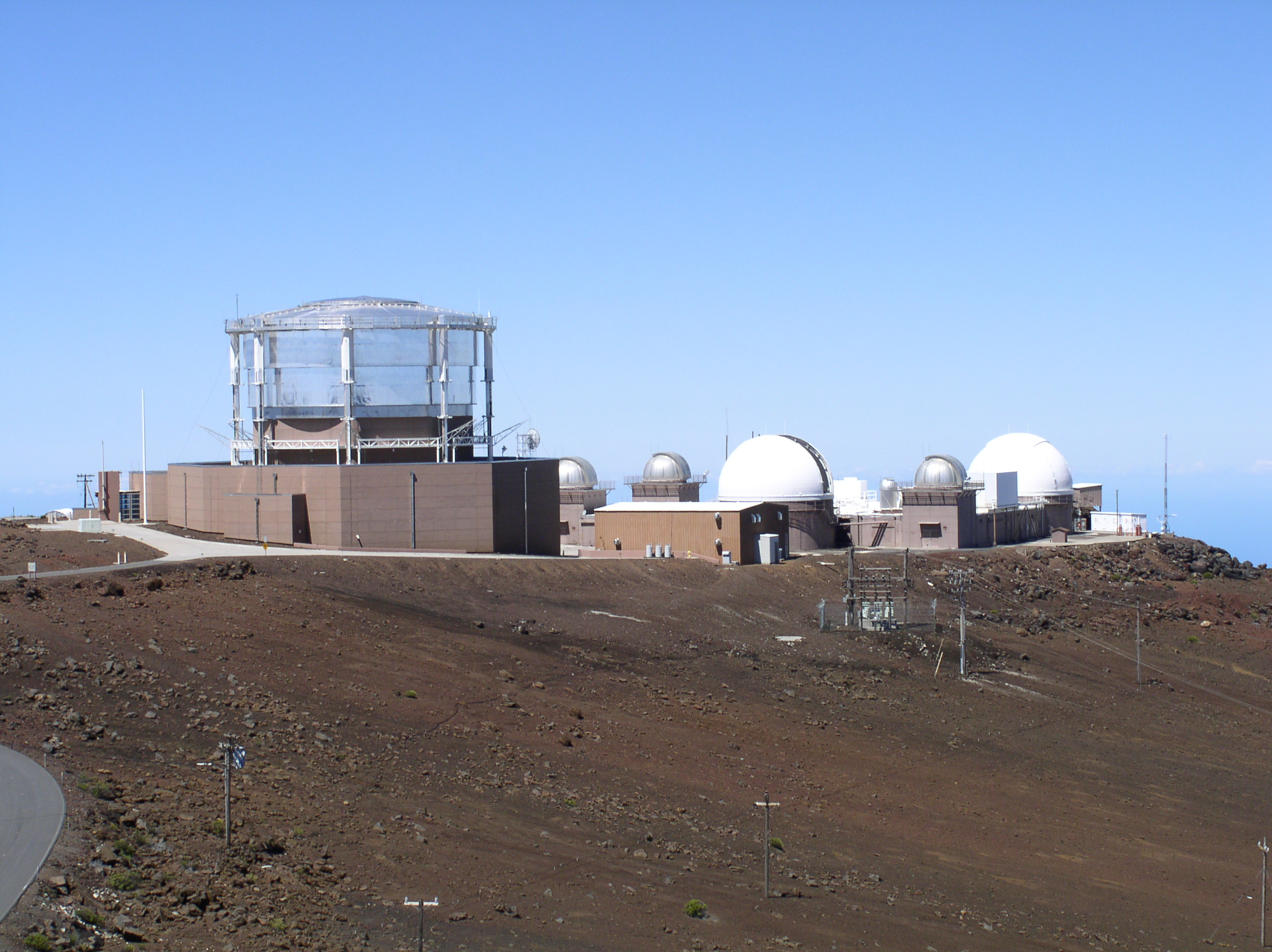
Telescopul de pe Haleakalā, parte a Space Surveillance Systems

Haleakalā sau East Maui Volcano este un vulcan-scut masiv care formează mai mult de 75% din insula hawaiiană Maui. 25% din partea de vest a insulei este formată de către West Maui Mountains.
Aici se află observatorul Haleakalā.
1. 1 2  Haleakalā | U.S. Geological Survey (în engleză), 7 noiembrie 2024, accesat în 13 februarie 2025